# Costa Pereira
Alberto da Costa Pereira (Nacala, 22 dicembre 1929 – Lisbona, 25 ottobre 1990) è stato un calciatore portoghese, di ruolo portiere.

## Carriera

### Club
Nato a Nacala, Mozambico, ha iniziato la propria carriera calcistica nella squadra mozambicana del Ferroviário de Lourenço Marques. Emigrato in Portogallo nel 1954, divenne il portiere titolare del Benfica nel 1954-1955 e vi rimase per ben 12 anni, fino al suo ritiro nel 1966-1967. Vinse il campionato portoghese per 7 volte, nel 1954-55, 1959-60, 1960-61, 1962-63, 1963-64, 1964-65 e 1966-67, la Coppa del Portogallo per 5 volte, nel 1954-55, 1956-57, 1958-59, 1961-62 e 1963-64, e la Coppa dei Campioni per 2 volte, nel 1960-61 e 1961-62, giocando con altri leggendari calciatori portoghesi, come José Águas, Germano, Mário Coluna ed Eusébio (nel 1962). È stato anche il portiere del Benfica nelle finali di Coppa dei Campioni del 1962-63 e 1964-65 (entrambe perse, rispettivamente contro Milan ed Inter).

### Nazionale
Ha giocato 22 volte per la nazionale del Portogallo. Esordì contro l'Inghilterra (3-1), ad Oporto, il 22 maggio 1955 e giocò la sua ultima partita con la selezione lusitana il 24 gennaio 1965, durante le qualificazioni alla campionato del mondo 1966, a Lisbona  contro la Turchia (vittoria dei portoghesi per 5-1).
Morì a Lisbona nel 1990.

## Palmarès

### Club

#### Competizioni nazionali
- Campionato portoghese: 8

Benfica: 1954-1955, 1956-1957, 1959-1960, 1960-1961, 1962-1963, 1963-1964, 1964-1965, 1966-1967
- Coppa del Portogallo: 5

Benfica: 1954-1955, 1956-1957, 1958-1959, 1961-1962, 1963-1964
- Taça Ribeiro dos Reis: 2

Benfica: 1963-1964, 1965-1966

#### Competizioni internazionali
- Coppa dei Campioni: 2

Benfica: 1960-1961, 1961-1962